# 胡蝶の夢 (大黒摩季の曲)
「胡蝶の夢」（こちょうのゆめ）は、大黒摩季の29枚目のシングル。

## 概要
「胡蝶の夢」は、フジテレビ系ドラマ『新・風のロンド』主題歌である。
表題曲がバラードであり、約1か月後にリリースされたバラードベストアルバム『Weep〜maki ohguro The Best Ballads Collection〜』にも収録された。しかし、オリジナルアルバムには収録されていない。

## 収録曲
1. 胡蝶の夢
作詞・作曲 大黒摩季／編曲 西平彰
2. 青い風
作詞・作曲 大黒摩季／編曲 西平彰
3. 胡蝶の夢 (instrumental)
4. 青い風 (instrumental)

## 収録アルバム
胡蝶の夢
- Weep〜maki ohguro The Best Ballads Collection〜（2006年3月15日）
- GOLDEN☆BEST 大黒摩季
- Greatest Hits 1991-2016 〜All Singles +〜（2016年11月23日）

青い風
アルバム未収録